# Corvelle (Villalba)
Corvelle(llamada oficialmente San Bartolomeu de Corvelle) es una parroquia española del municipio de Villalba, en la provincia de Lugo, Galicia.

## Otras denominaciones
La parroquia también es conocida por el nombre de San Bartolomé de Corvelle.

## Etimología
El topónimo "Corvelle" deriva de (villa) *Corvelli, forma en genitivo de Corvellus, nombre de origen latino, referido al antiguo possessor de la villa medieval.[cita requerida]

## Organización territorial
La parroquia está formada por veintisiete entidades de población, constando quince de ellas en el nomenclátor del Instituto Nacional de Estadística español:
- Abelaira (A Abelaira)
- A Casilla
- Acivreira
- As Hortas
- As Lagoas
- As Pedras
- As Penas
- Bouzas
- Campelos
- Cernados
- Corvelle de Abaixo
- Fornos
- Liñares
- Maciñeiro
- Martiñán
  - Martiñán de Abaixo
  - Martiñán de Arriba
- Mouriz
- O Carballal
- O Cotillón
- O Forcón
- Os Fieitás
- Os Foxo (O Foxo)
- O Xuncal
- Riomouro
- Salgueiros Altos
- Sar
- Toxal
- Toxeiro
- Trastemil
- Villadónega (Viladónega)

## Demografía
| Gráfica de evolución demográfica de Corvelle entre 2000 y 2021 |
|                                                                |
| Datos según el nomenclátor publicado por el INE.               |